# یواس‌اس فلدسپات (آی‌ایکس-۱۵۹)
یواس‌اس فلدسپات (آی‌ایکس-۱۵۹) (به انگلیسی: USS Feldspar (IX-159)) یک کشتی بود که طول آن ۳۶۶ فوت ۴ اینچ (۱۱۱٫۶۶ متر) بود. این کشتی در سال ۱۹۴۴ ساخته شد.